# La Dame aux camélias (film, 1921)
Pour les articles homonymes, voir La Dame aux camélias (homonymie) et Camille.
Pour plus de détails, voir Fiche technique et Distribution.

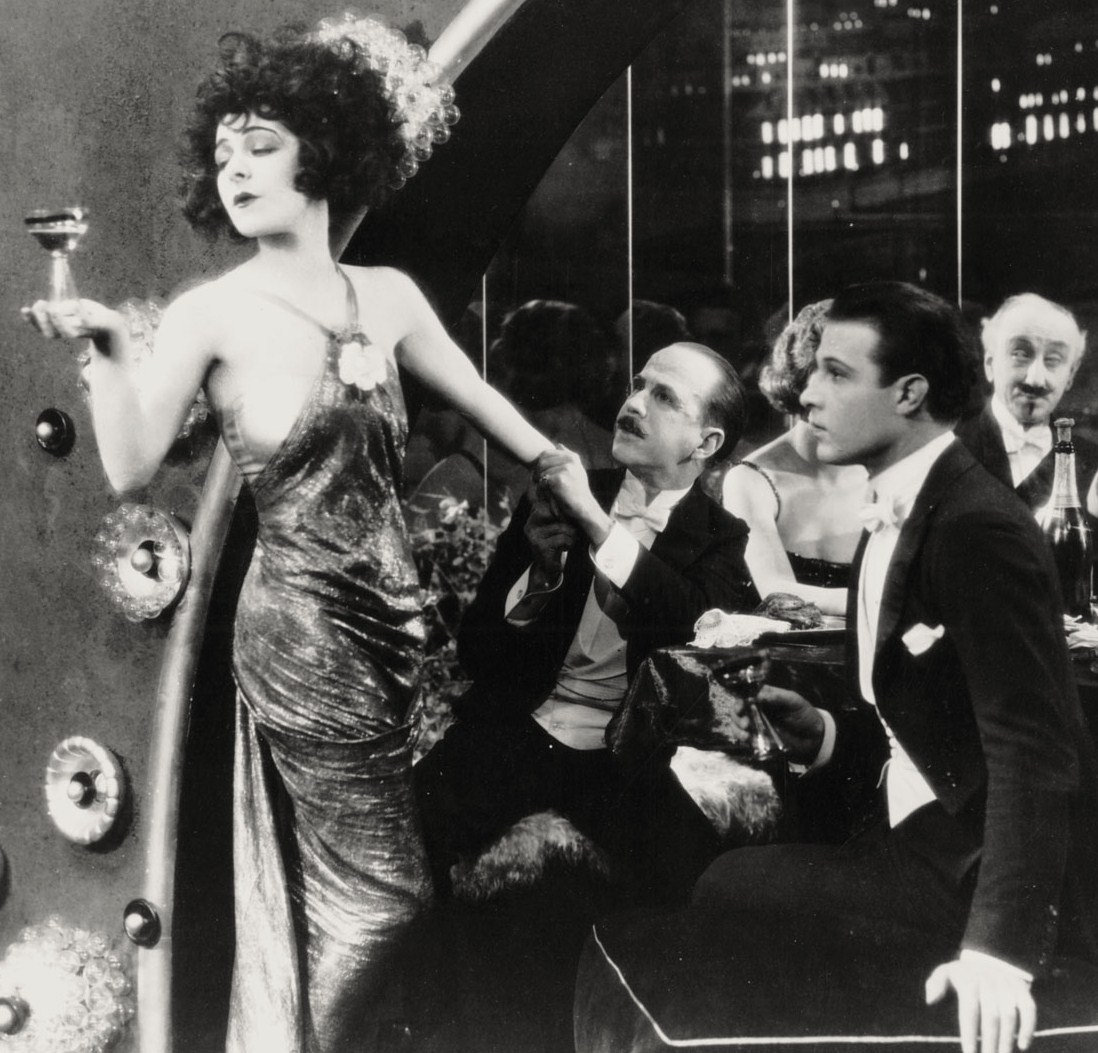
Au premier plan, de g. à d. : Alla Nazimova, Arthur Hoyt et Rudolph Valentino

La Dame aux camélias (Camille) est un film muet réalisé par Ray C. Smallwood, sorti en 1921.

## Synopsis
Armand Duval, un jeune bourgeois, tombe amoureux de Marguerite Gautier, une courtisane parisienne atteinte de tuberculose qui porte régulièrement des camélias de couleurs à son buste. Alors qu'Armand a finalement réussi à convaincre Marguerite de quitter sa vie de débauche et de partir vivre à la campagne avec lui, son père oblige Marguerite à rompre avec son fils, afin de préserver le mariage de sa fille. De retour à Paris, vivant désormais dans le secret son amour pour Armand, Marguerite Gautier meurt finalement dans son lit, seule et ruinée.

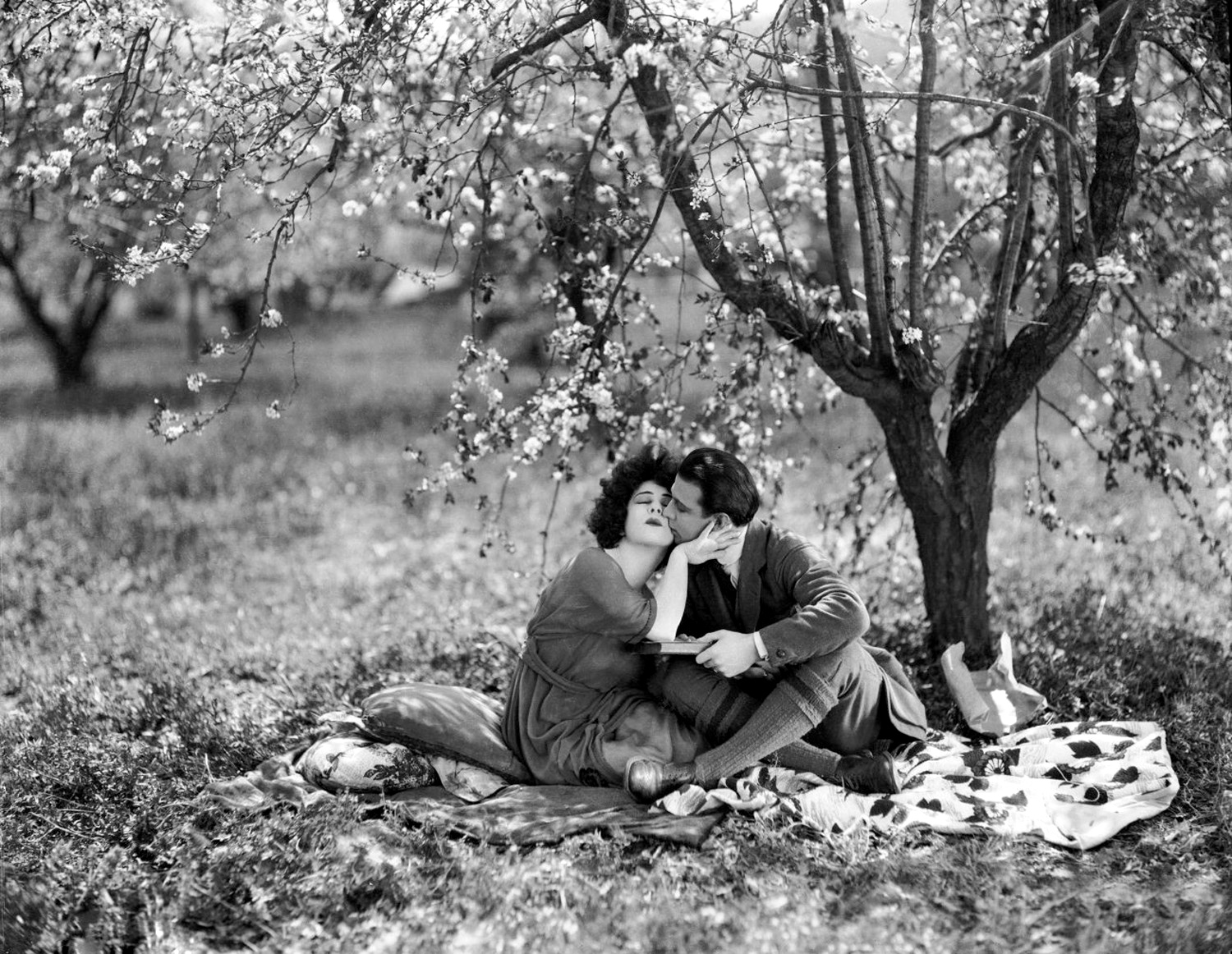
Alla Nazimova et Rudolph Valentino

## Fiche technique
Source principale de la fiche technique :
- Titre : La Dame aux camélias
- Titre original : Camille
- Réalisation : Ray C. Smallwood
- Scénario : June Mathis, adapté du roman La Dame aux camélias de Alexandre Dumas fils
- Direction artistique : Natacha Rambova
- Costumes : Natacha Rambova
- Photographie : Rudolph J. Bergquist
- Production : Nazimova Productions
- Société de distribution : Metro Pictures
- Pays de production :  États-Unis
- Format : Noir et blanc - Intertitres anglais - 1.33:1 - Format 35 mm
- Genre :
- Durée : 72 minutes (six bobines ou 1700 m)
- Date de sortie :
  - États-Unis : 1921

## Distribution
Source principale de la distribution :
- Alla Nazimova : Marguerite Gautier
- Rudolph Valentino : Armand Duval
- Rex Cherryman : Gaston Rieux
- Arthur Hoyt : le comte de Varville
- Zeffie Tilbury : Prudence
- Patsy Ruth Miller : Nichette
- Elinor Oliver : Nanine, la bonne de Marguerite
- William Orlamond : Monsieur Duval, le père d'Armand
- Consuelo Flowerton : Olympe
- Edward Connelly : le duc (non crédité)